# 自治領
自治領（英語：Dominion）指的是大英帝國殖民地制度下一個特殊的政體，擁有殖民地中最高的自由度並設有自治獨立的議會，是殖民地邁向獨立的最後一步。
在19世紀之後，所有實行自治或半自治的英國殖民地都可以被稱為“自治領”。這些自治領基本都完成了民主轉型，擁有成熟且不暴力的政治體制；其國民大多已具有法治意識和契約精神，在這些國家佔據主導地位的官員也不會根據自己的喜好而任意無視憲法，代表性的有加拿大、澳洲、紐西蘭和南非。自治領都是由直辖殖民地（Crown Colony）或自治殖民地進化為自治領。

## 歷史
最初在殖民地爭取成為自治領後，除了內政享有高度自治外，自治領亦擁有自己的貿易政策、有限的外交政策自主，而且更可設立自己的軍隊，但只有英國政府才有宣戰權，形成類似多個國家集體防衛的制度。不過在1931年前，自治領的體制並無明確的法理依據可循。自治領的憲法依然由英國國會制定，自治領本身無權修改，但可提請英國國會修改，而英國國會一般都會同意修改。自治領可以完全制定一套屬於自己的憲法的日子，則常常被視為自治領正式取得獨立之日。為了慶祝從英國去殖民化政策促使的完全独立，獨立日當日也演變成加拿大、澳洲、紐西蘭等國的國慶日。

### 發展
殖民地和地区成為自治領的時間：
- 加拿大：1867年
- ：1901年
- 新西兰自治领：1907年
- 纽芬兰自治领：1907年（雖然紐芬蘭自治領政府行使自治領權力，但拒絕宣佈成為自治領，因此英國於1934年暫停其自治領地位。紐芬蘭於1949年加入加拿大成為加拿大第10個省，英國正式把紐芬蘭從自治領的行列中剔除。）
- 南非聯邦：1910年
- 愛爾蘭自由邦：1922年（1801年以後名義上英國本土的一部份，并非殖民地）

| 自治領       | 成立時間 | 結束時間 | 自治領徽 | 地圖 | 地位 |
| ------------ | -------- | -------- | -------- | ---- | --- |
| 加拿大       | 1867     |          |          |      | 繼續作為英聯邦國家。 |
|              | 1901     |          |          |      | 繼續作為英聯邦國家。 |
| 新西兰       | 1907     |          |          |      | 繼續作為英聯邦國家。 |
| 纽芬兰自治领 | 1907     | 1949     |          |      | 紐芬蘭殖民地從1855年到1907年成為自治領期間一直享有責任政府的統治。根據皇家委員會的建議，並應紐芬蘭立法議會和立法委員會的要求，由於大蕭條以及1932年一系列針對紐芬蘭政府的騷亂造成的嚴重財政困難，議會政府於1934年中止。 1934年，紐芬蘭恢復由英國直接統治，由英國政府任命的非選舉產生的政府委員會進行管理。 1949年，它加入加拿大，在經歷了16年的英國直接統治後，立法機關得以恢復。 |
| 南非         | 1910     | 1961     |          |      | 南非一直維持君主制，直到1961年根據南非議會通過的《1961年南非共和國憲法法案》成為共和國。該法案的長標題為“成立南非共和國並規定有關事宜”，於1961年4月24日同意，並於1961年5月31日生效。 |
| 愛爾蘭自由邦 | 1922     | 1949     |          |      | 1948年《愛爾蘭共和國法案》通過後，愛爾蘭大部分地區與君主制的聯繫終止，該法案於1949年4月18日生效，宣布愛爾蘭為共和國，從此普遍稱為愛爾蘭共和國。北愛爾蘭於1921年成立，至今仍屬於英國。 |
| 印度         | 1947     | 1950     |          |      | 1950年1月26日，印度憲法生效，印度聯邦成為聯邦共和國。印度成為第一個英聯邦共和國。 |
| 巴基斯坦     | 1947     | 1956     |          |      | 一直維持君主制，直到 1956 年 3 月 23 日成為共和國，定名為「巴基斯坦伊斯蘭共和國」。 |
| 錫蘭         | 1948     | 1972     |          |      | 一直保持君主制，直到1972年成為共和國，並更名為斯里蘭卡。 |

### 法理依據
在1931年，英國國會通過《1931年西敏法令》，並在此法例中訂明英國政府從此不可（憑藉擁有其他自治領君主身份的英國君主之名義）介入或干涉自治領的內政。各自治領從始以自治領君主的身份，來稱呼英國君主。法例訂明以下殖民地和地区為自治領：
- 加拿大
- 新西兰
- 纽芬兰自治领
- 南非
- 愛爾蘭自由邦

但法例也訂明，自治領的主權仍屬於英国君主。直至1949年，英國國會通過《1949年愛爾蘭法案》，宣佈愛爾蘭主權不再屬於英国君主，愛爾蘭得以完全獨立，同年紐芬蘭自治領亦加入加拿大成為加拿大第10個省，原本奉行君主立憲制的南非就在1960年公投通過改行共和制，並於次年5月31日正式成立共和國及退出英联邦，直到1994年納爾遜·曼德拉上台後才重新加入。迄今為止，加拿大、澳大利亚及新西兰的国家元首依然是国王查爾斯三世。

### 從自治領到英聯邦
自二次大戰後，重建中的英国國力大幅衰退，無力編列龐大預算進行收買與管理殖民地，美国取代之成為西方國家（包括各不列顛自治領）的援助來源和盟友，令英國和各自治領的關係被削弱。1942年2月，澳洲就單方面從英屬緬甸撤軍。1947年8月，英属印度和巴基斯坦脫離英國獨立後，英國把自治領部和英聯邦關係辦公室（Commonwealth Relations Office）合併。
英國曾希望非洲殖民地遵從自治領制度從殖民地成為自治領，加納於1957年成為自治領，但在1960年即獨立成為共和國，其他殖民地也直接獨立，未成為過（或只短時間成為過）自治領。自治領制度成為殖民地步向獨立的過渡制度。
英國非白人佔人口多數的殖民地二戰後成為自治領和獨立的時間：
- 印度：1947年成为自治领，1950年独立成为共和国
- 巴基斯坦：1947年成为自治领，1956年独立成为共和国
- 錫蘭：1948年成为自治领，1972年独立成为共和国並改名為 斯里蘭卡
- ：1957年成為自治領；1960年獨立成為共和國
- 新加坡：1959年成為自治領；1963年加入 马来西亚；1965年獨立為 新加坡
- 奈及利亞：1960年成為自治領；1963年獨立成為共和國
- ：1961年成為自治領；1962年獨立成為共和國；1964年和 合併成為 坦桑尼亚
- 乌干达：1962年成為自治領；1963年獨立成為共和國
- ：1963年成為自治領；1964年獨立成為共和國
- 马拉维：1964年成為自治領；1966年獨立成為共和國
- ：1965年成为自治领，1970年独立成为共和国
- 斐济：1970年成為自治領；1987年獨立成為共和國

因此真正長期為自治領的都是白人佔人口多數的殖民地。
自治領的制度隨殖民地的獨立和各自治領行使越來越多的權力而演變成英聯邦王國的制度：就是各英聯邦成員都是前英國殖民地，其中15國繼續承認英国君主為國家元首（Head of State），但除此外可說是跟英國再無任何特殊關係，英國在這些英聯邦國家沒有任何特權。原本英国政府对与英联邦成员国之间的贸易有优惠政策，但随着1973年英国加入欧洲各共同体（欧盟前身），对英联邦成员国贸易的优惠政策也停止实施。目前英聯邦成員國，除了名稱和虛的頭銜之外，法理上關係完全平等，只成為有運動會以及各種會議活動，一個近乎于聯誼的組織。

## 自治領與英國的關係

### 外交
最初，自治領的外交由英國外交部負責，1907年，英國殖民地部屬下成立了一個專責的部門負責自治領的外交事務。1909年，加拿大首先成立了自己的外交部，但實質外交事務仍經由加拿大總督（由加拿大君主委任的代表）、加拿大駐倫敦高级專員（High Commissioner）和英國駐外國的大使進行（加拿大在1880年成立了駐英專員公署，澳洲在1910年跟隨成立駐英專員公署）。1914年，英國向德國宣戰（一次大戰），並在沒有詢問各自治領的意見下代表各自治領向德國宣戰，引起部分加拿大官員不滿，也在南非引發反英浪潮。1918年2月，加拿大在美國華盛頓成立戰時代表處，處理英國從美國得到的軍用物資。
1919年，各自治領各自成為凡爾賽和約的獨立締約國（雖然他們都沒有自行向德國宣戰），但和約仍是由英國代表各自治領談判。1922年，因各自治領反對英國對土耳其進行軍事行動而令英國和土耳其和談。一戰後，各自治領漸漸自行處理外交事務，1923年3月，加拿大自行與美國簽訂《大比目鱼协议》（一项漁業協訂），是自治領首次自行簽訂國際條約。1926年6月，英國殖民地部屬下的自治領外交事務處升級為獨立的部門。
1926年11月，英國在《贝尔福宣言》中同意自治領和英國在外交事務上有平等地位。1927年，加拿大成立駐美代表處。1928年，英國成立駐加拿大專員公署，處理英國對加拿大的外交事務，結束由加拿大總督同時處理行政事務和英國對加拿大的外交事務的安排。1931年，贝尔福宣言獲英國國會通過，後陸續獲各自治領的國會確認。
二戰後，各自治領漸漸接管所有的外交權力：1940年，澳洲成立駐美代表處，1943年，加拿大把駐美代表處升級為大使館。

### 國防
在自治領制度初期，君主保有宣戰權，因此當英國向外國宣戰，各自治領的軍隊也自動投入作戰，但保留自己的旗幟，如加拿大軍隊仍以加拿大軍隊而非英軍的身份參戰。因英國宣戰而令自治領參戰的有布尔战争和一次大戰。
這制度在二次大戰時受考驗。1939年，英國向德國宣戰，但其自治領卻有不同反應：
- 澳洲沿用舊制，認為法律上澳洲已自動向德國宣戰，無須另行宣佈；
- 紐西蘭宣佈若英國開戰，紐西蘭便參戰；
- 加拿大即時召開緊急國會會議，通過向德國宣戰（此做法雖然結果與澳紐的做法一樣，但法律上加拿大卻獨立行使了宣戰權，自行向德國宣戰）；
- 南非在數星期後才由國會通過向德國宣戰；
- 愛爾蘭宣佈保持中立，並根據1938年與英國的協議要英軍撤出愛爾蘭（愛爾蘭由此至終在二次大戰時保持中立，沒有參戰）

由於出現這種動員情況對當權者比較麻煩，這些歷史事件加速了各自治領試圖完全走向獨立。

## 自治領與自治殖民地
20世紀初，自治領與自治殖民地的分別在於自治領擁有「國家」（Nationhood）的身份，也就是在政治上能夠徹底的獨立自主，而自治殖民地只有內政自治。自治領在外交、國防和國際貿易上也有一定的自治權，其在這些自治權利在眾地區成為自治領之後的數十年逐漸增加，直至完全控制權力，成為獨立國家。